# آئرونکا چیف
آئرونکا چیف (به انگلیسی: Aeronca_Chief_family) یک هواگرد ملخ‌پیشین تک‌موتوره از نوع ترابری غیرنظامی ساخت شرکت Aeronca است. هواگرد آئرونکا چیف نخستین پروازش را در ۱۹۳۷ میلادی انجام داد. در مجموع، تعداد ca 13,700 فروند از این هواگرد ساخته شده‌است.